# 莲花峰

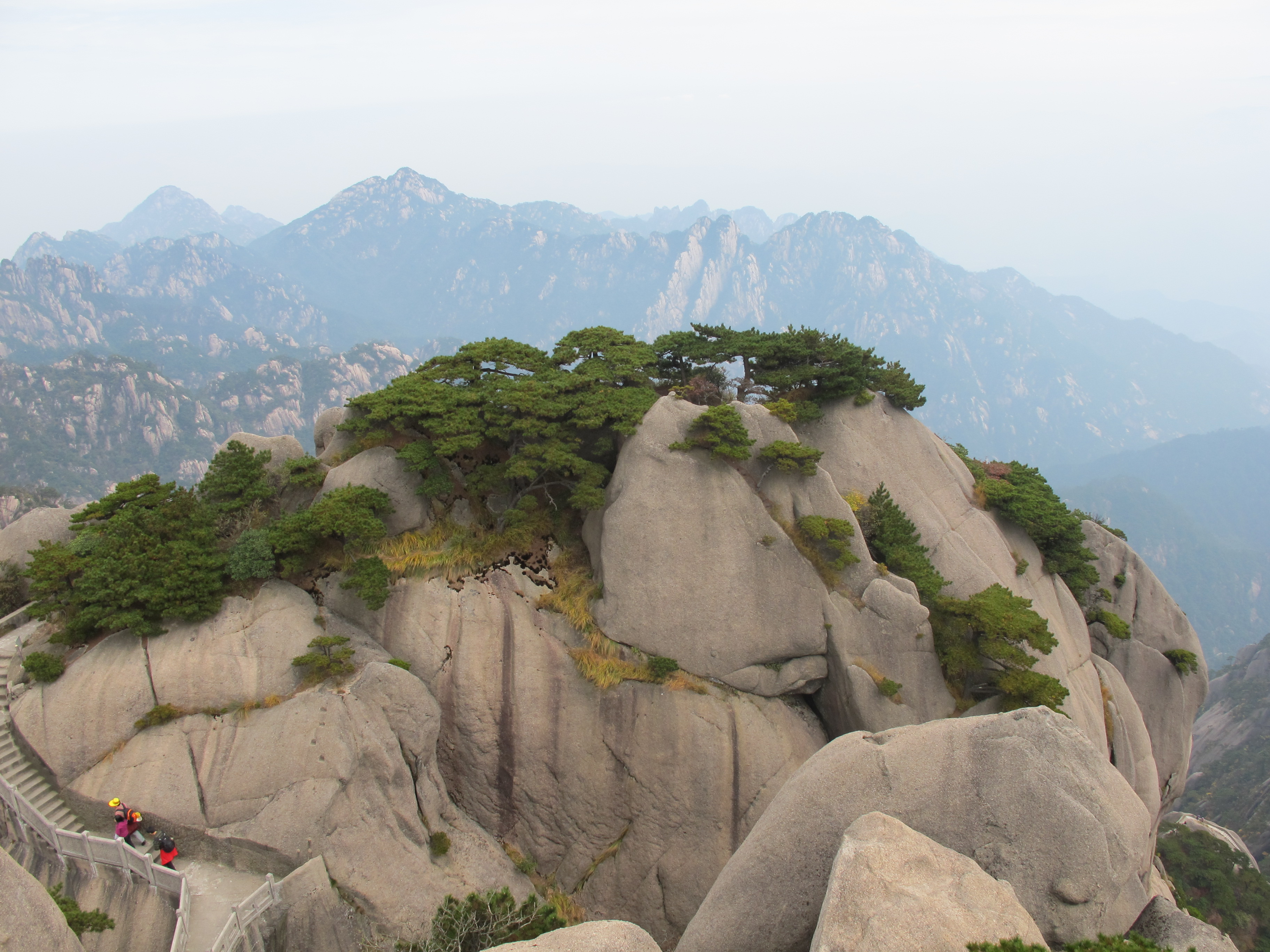
莲花峰风光

莲花峰是中国安徽省黄山三大主峰（莲花峰、天都峰、光明顶）中的最高峰，海拔1864米。因其远观形似莲花，故名莲花峰。
莲花峰位于黄山风景区中部，东面与天都峰相对。根据黄山志记载，最早登上莲花峰的是南宋咸淳四年（1268年）的吴龙翰、鲍云龙、宋复一三人。明万历四十六年（1618年），徐霞客登黄山，确定莲花峰为黄山三大主峰之首。目前有登山盘道2500米可登临峰顶。